# Cisarandi
Cisarandi is een bestuurslaag in het regentschap Cianjur van de provincie West-Java, Indonesië. Cisarandi telt 5453 inwoners (volkstelling 2010).